# Lysgårdsbakken

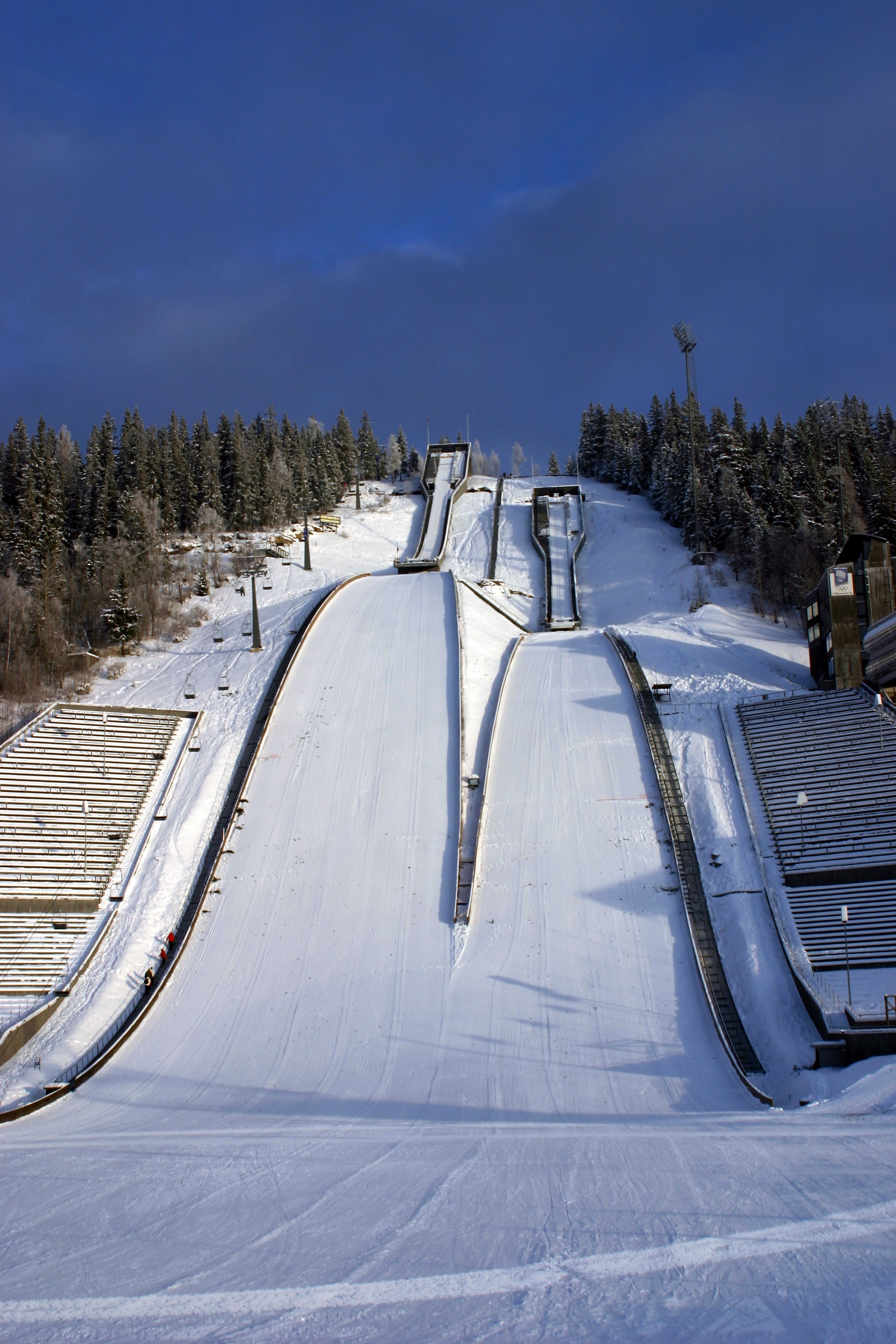
Skokanské můstky na stadionu Lysgårdsbakken

Lysgårdsbakken je stadion se dvěma můstky určenými pro skoky na lyžích nacházející se v norském Lillehammeru. Byl postaven v roce 1993, následujícího roku se zde konaly jako součást zimních olympijských her soutěže ve skocích na lyžích na velkém můstku, středním můstku a soutěž družstev a skokanská část závodů severské kombinace. Maximální kapacita stadionu činí 40000 diváků.
Velký můstek HS138 s konstrukčním bodem K-123 každoročně pořádá závody světového poháru jako součást tzv. Nordic tournamentu, což je skandinávský protějšek k rakousko-německému Turné čtyř můstků. Rekord můstku zde v současnosti drží norský skokan Anders Jacobsen, který zde 2. prosince 2006 doskočil do vzdálenosti 142 m. Kromě tohoto velkého můstku se zde nachází také střední můstek HS100 s konstrukčním bodem K-90.

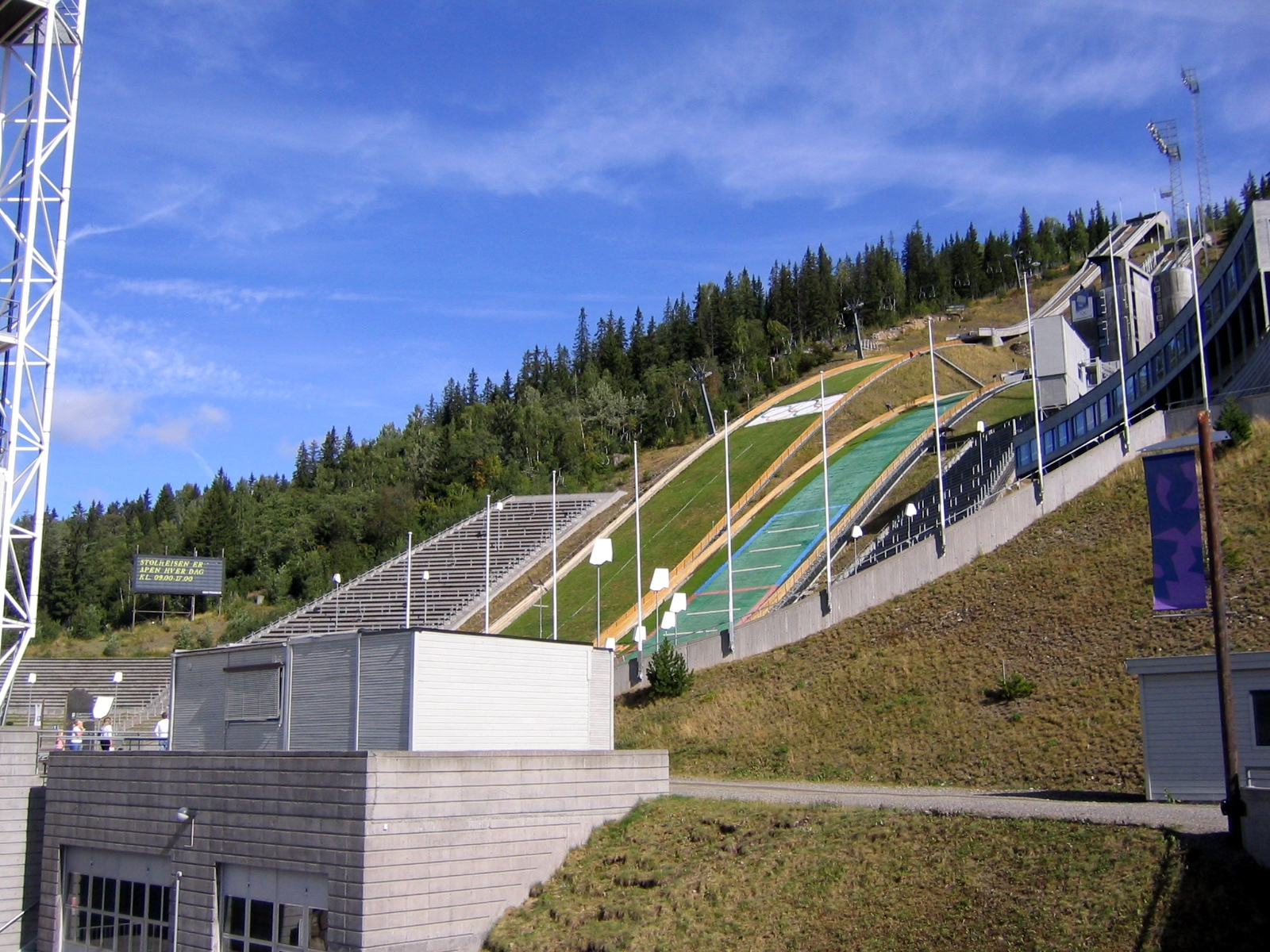
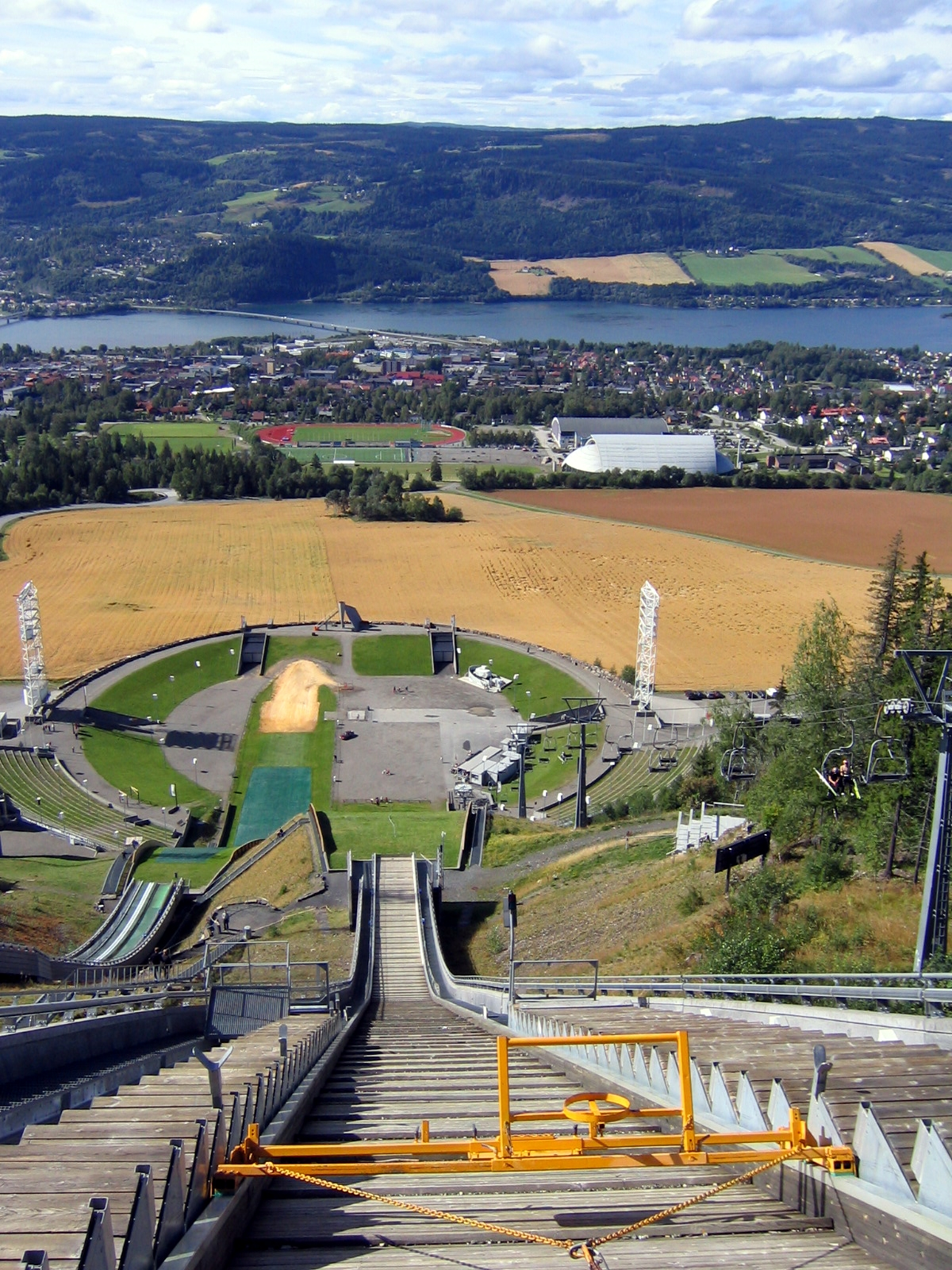
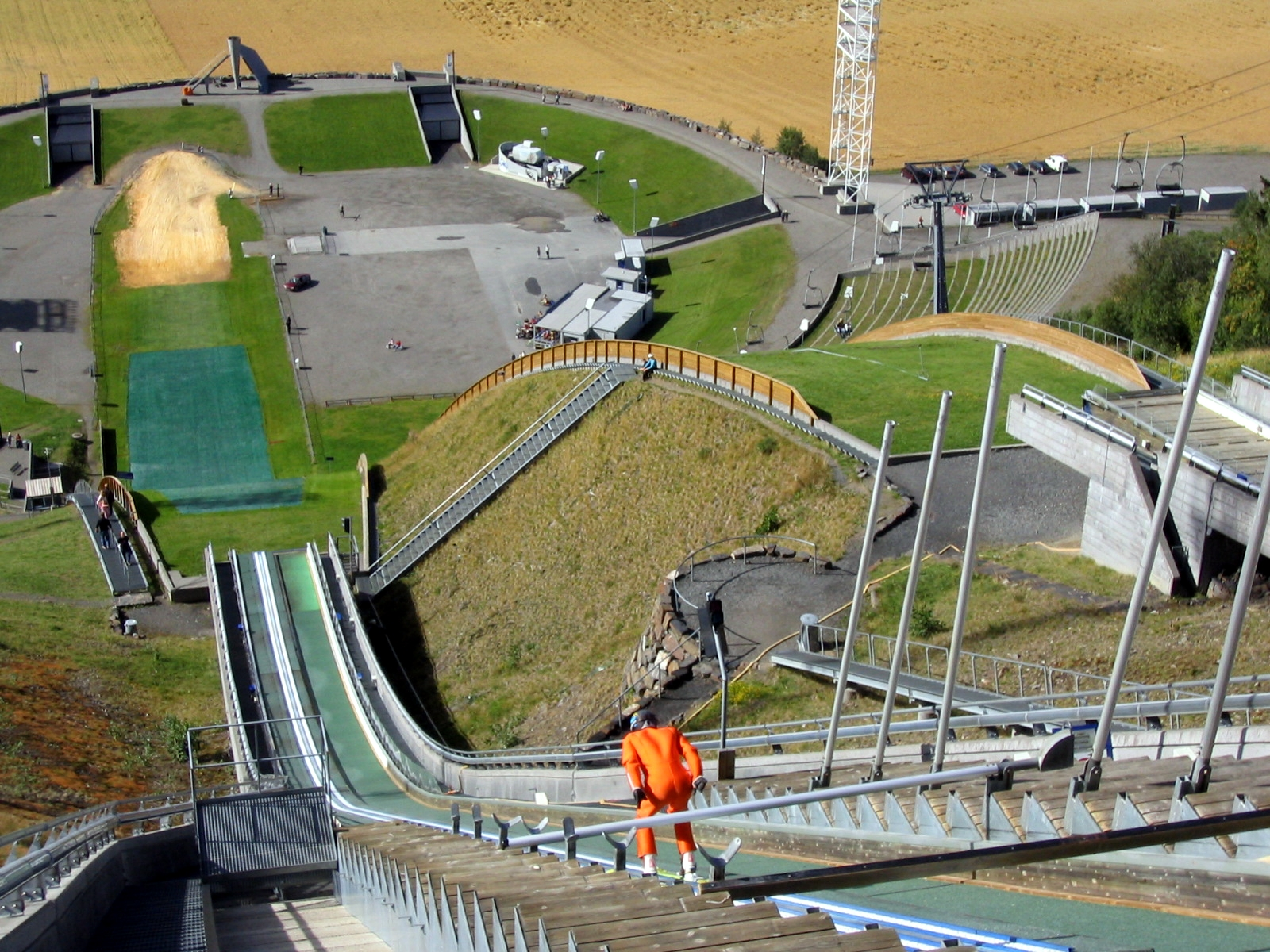